# Canthigaster pygmaea
Canthigaster pygmaea е вид лъчеперка от семейство Tetraodontidae. Видът не е застрашен от изчезване.

## Разпространение и местообитание
Разпространен е в Джибути, Египет, Еритрея, Йемен, Израел, Йордания, Саудитска Арабия и Судан.
Среща се на дълбочина от 2 до 30 m.

## Описание
На дължина достигат до 5,6 cm.